# De Geusselt
Il Geusselt è lo stadio di calcio dell'MVV di Maastricht. Lo stadio si trova nello stesso parco "De Geusselt" dello Stadionplein a nord di Maastricht e prende il nome dal vicino Castello di Geusselt.
Inizialmente l'MVV giocava allo stadio di Boschpoort, finché nel 1961 il club si trasferì al Geusselt. Lo stadio aveva originariamente 18.000 posti, ma, dopo una completa ristrutturazione negli anni '80, la capienza si ridusse a 10.000.
Nei primi anni 80 c'erano progetti per un nuovo stadio nel quartiere di Randwyck. Se il piano fosse stato attuato, l'intero stadio sarebbe stato abbandonato. Il piano fallì e così si decise di rilanciare il Geusselt. La pista di cenere fu rimossa, il campo è stato ruotato di un quarto di giro(ora sorge sulle colline) e il numero di posti fu ridotto.
Nel derby contro il Fortuna Sittard vi si registra solitamente il tutto esaurito.